# Martial Payot
Martial Payot (* 18. Februar 1900 in Chamonix; † 13. Oktober 1949 in Paris) war ein französischer nordischer Skisportler.
Payot trat für Frankreich bei den Olympischen Winterspielen 1924 in seiner Geburtsstadt Chamonix gleich in allen drei nordischen Disziplinen an. Jedoch konnte er nur im Skispringen einen Platz in der Wertung erreichen und sprang von der Normalschanze auf den 25. Platz, obwohl er beim ersten Sprung stürzte. Im Skilanglauf und der Nordischen Kombination schied er aus.
Vier Jahre später bei den Olympischen Winterspielen 1928 im Schweizer St. Moritz startete er erneut in allen drei Disziplinen. In der Nordischen Kombination erreichte er nach einem 22. Platz nach dem Springen am Ende den 23. Platz. Im Skispringen von der Normalschanze belegte er Platz 26. Im Skilanglauf kam er nach 2:09:42 Stunden ins Ziel und lag am Ende auf dem 36. Platz.
Payot war 1928 Französischer Meister im Skilanglauf.